# Karkamb
Karkamb är en ort i Indien.   Den ligger i distriktet Solapur och delstaten Maharashtra, i den centrala delen av landet, 1 200 km söder om huvudstaden New Delhi. Karkamb ligger 493 meter över havet och antalet invånare är 28 587.
Terrängen runt Karkamb är platt. Runt Karkamb är det ganska tätbefolkat, med 248 invånare per kvadratkilometer. Det finns inga andra samhällen i närheten. Trakten runt Karkamb består till största delen av jordbruksmark.